# Alessandra Nencioni
Alessandra Nencioni (Firenze, 3 marzo 1989) è una dirigente sportiva ed ex calciatrice italiana, di ruolo centrocampista, attuale team manager del Napoli Femminile.

## Carriera

### Club
Alessandra Nencioni mosse i primi passi in carriera al Firenze, giocando sia nella formazione giovanile iscritta al campionato Primavera che, dalla stagione 2006-2007, nella squadra titolare neopromossa in Serie A. Al termine della stagione successiva lasciò la società dopo la retrocessione in Serie A2, chiudendo il campionato con un tabellino personale di 33 presenze e 2 reti segnate.
Durante l'estate del 2008 trovò un accordo con il Fiammamonza, che le offrì la possibilità di continuare a giocare in massima serie. Con la società brianzola, con cui ebbe l'opportunità di ricoprire anche un incarico da allenatrice per le formazioni giovanili, disputò due stagioni, lasciando la squadra dopo la retrocessione in Serie A2 e 33 presenze complessive.
Per la stagione 2010-2011 si trasferì all'Inter Milano in Serie B, l'allora terzo livello del campionato nazionale, contribuendo alla promozione in serie A2 della squadra lombarda in virtù del secondo posto nel girone A. Per lei 16 presenze e 3 reti siglate in campionato.
Nell'estate 2011 rientrò al Fiammamonza, in serie A2. Classificatasi al secondo posto nel girone A, disputò gli spareggi promozione, perdendo in finale contro il Siena. Data la successiva rinuncia dei toscani, conquistò la promozione d'ufficio in massima serie.
In occasione della pausa estiva, nel 2012 colse l'opportunità di giocare all'estero, in Women's Premier Soccer League, secondo livello del campionato statunitense di calcio femminile. Fu infatti ceduta con la formula del prestito all'Issaquah Soccer Club, squadra con sede nei dintorni di Seattle.
Tornata in Italia, Alessandra Nencioni iniziò il campionato di Serie A 2012-2013 con la Fiammamonza, salvo trasferirisi durante il calciomercato invernale all'Atletico Oristano assieme alla compagna Francesca Mammoliti. Con la compagine sarda disputò la seconda parte della stagione, nuovamente in Serie A2, contribuendo a raggiungere l'ottavo posto nel girone A e la conseguente salvezza.
Durante l'estate 2013 decise di accettare la proposta del Seattle P.H.A., giocando ancora negli Stati Uniti d'America. Sotto la guida dell'allenatore Antonio Cincotta contribuì a conquistare il titolo dello stato di Washington e la coppa nazionale (Evergreen Cup).
Dall'estate 2015 decise di sposare il progetto della Florentia, nuova società con sede a Firenze, che raccolse l'eredità calcistica della squadra con la quale aveva esordito in Serie A e che vide iscritta al suo posto la Fiorentina Women's, sezione femminile dell'ACF Fiorentina. 
Partita dalla Serie D regionale, nei due anni successivi la squadra, con Nencioni che ne indossa la fascia di capitano, conquistò una doppia promozione e due Coppe Toscana. La stagione 2017-2018 vide la squadra trionfare nel girone A di Serie B, imbattuta con 24 vittorie e 4 pareggi, e conquistare l'accesso alla Serie A nello spareggio promozione contro la Roma CF. Alessandra Nencioni fu autrice della rete che fissò il risultato sul 3 a 0 al 57º minuto di gioco.
Nel luglio 2019 lasciò la squadra toscana, accasandosi al Napoli, neopromossa in Serie B. Con la formazione azzurra disputò due stagioni da assoluta protagonista, la prima delle quali conclusasi con la promozione in serie A.
Nell'estate 2021 si accasò al Venezia, in serie C, annunciando il ritiro dal calcio giocato al termine della stagione.

### Dirigente
Nel gennaio 2023, il Genoa Women ha annunciato l'ingaggio di Alessandra Nencioni come team manager.
Nel luglio 2023, dopo aver conseguito un master in Sport Marketing e Sponsorship Online presso l'Istituto Johan Cruijff, è stata assunta come team manager dal Napoli. 

## Palmarès
- Campionato italiano di Serie B: 1

Florentia: 2017-2018
Napoli: 2019-2020